# 洪受
洪受（？—？），字鳳鳴，金門西洪人（今金門縣金湖鎮西洪村），明代經學家，曾任國子監助教、夔州通判等職。著有《滄海紀遺》一書，為金門的第一本地方志。

## 生平
洪受生於鳳山（今金門縣金湖鎮西洪村），自幼就有奇才之譽。明世宗嘉靖乙丑年（1565年）貢生，入國子學擔任助教，後來任夔州通判（今四川省奉節縣）。洪受早年即任州、縣學教授，因教授門生登科進第者不少，被當時文人尊稱為「大師」。洪受有感1566年以前的《同安縣志》對金門的相關紀載不足，在蔡貴易、李振南和陳遵江等金門同鄉的支持下，於隆慶二年（1568年）完成《滄海紀遺》一書，為金門的第一本地方志。但部分內容佚失，今本為後世增訂而成。
另著有《四書易經從正錄》。

## 故居

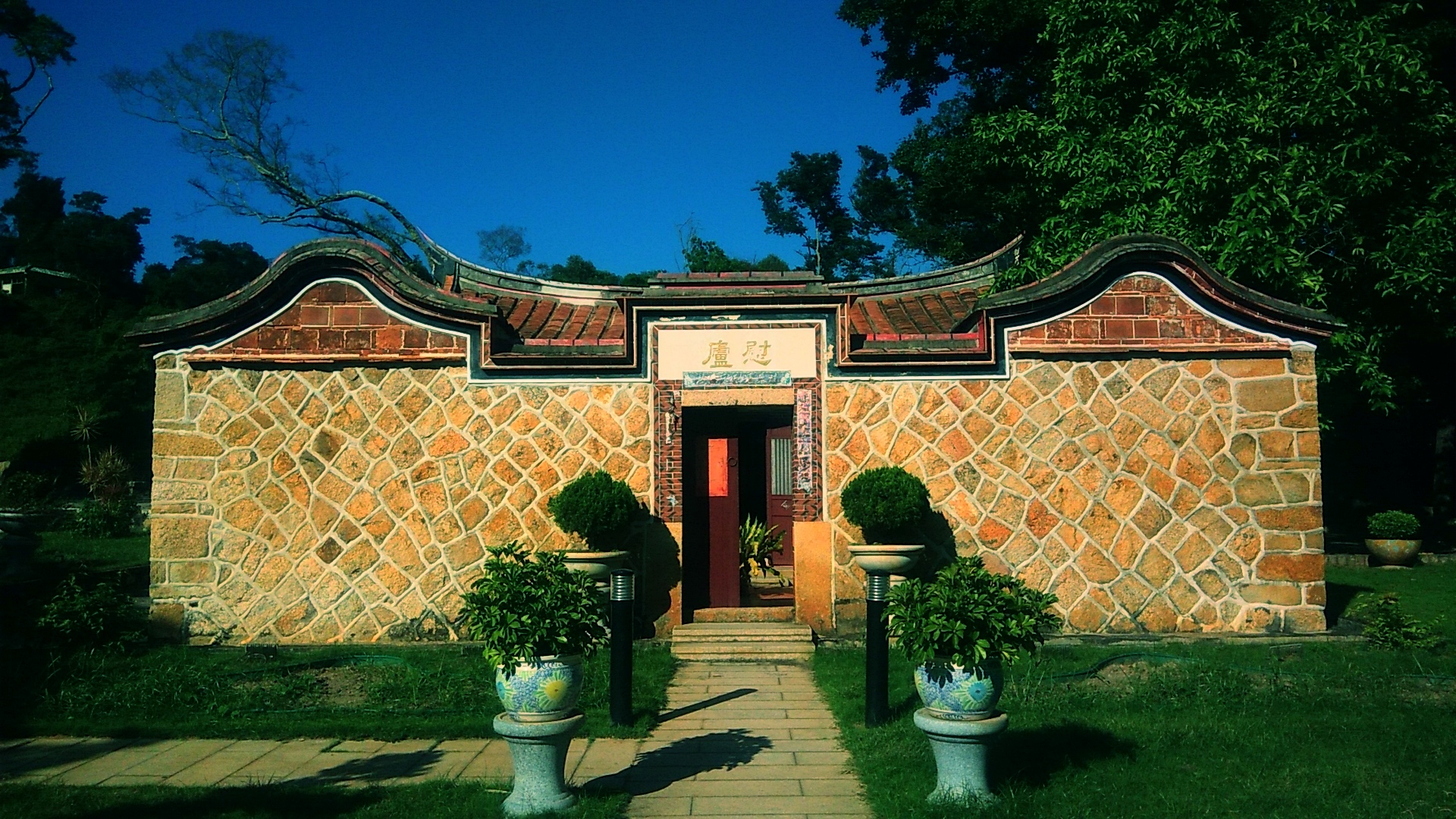
洪受故居「慰廬」今貌。

洪受故里原名西洪，又名鳳山，在明代洪氏於此地興盛，多有入京任官者，人稱「人丁不滿百，京官三十六」。洪受故居稱為「慰廬」，位於金門縣金湖鎮西洪村，為一棟一落四櫸頭的閩式建築。1967年8月，中華民國總統蔣經國命人重新修葺慰廬，指示此地闢建為風景區，命名為「榕園」，將園中尚存的西洪遺跡進行整修。榕園旁邊即為八二三戰史館及俞大維紀念館。